# Ōkuni Takamasa

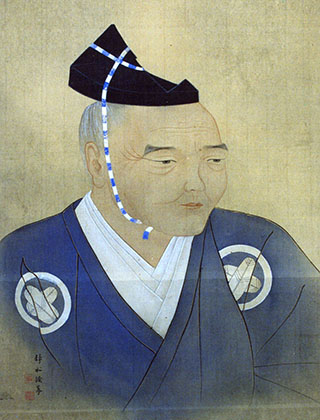
Ōkuni Takamasa

Ōkuni Takamasa (japanisch 大国 隆正; geboren 11. Januar 1793 in Edo (Provinz Musashi); gestorben 1. Oktober 1871 in Tokio) war ein japanischer Gelehrter auf dem Gebiet der „Nationallehre“ (Kokugaku).

## Leben und Wirken
Ōkuni Takamasa wurde als Sohn von Imai Hideka (今井 秀馨), eines Samurai des Tsuwano-Klans, in der Tsuwano-Residenz in Edo geboren. 1806 wurde er Schüler von Hirata Atsutane, besuchte auch die Ausbildungsstätte Shōheikō (昌平黌) in Edo und wurde Gebäudeaufseher, verließ aber die Schule 1810. Während dieser Zeit empfahl ihm der Daimyō des Nagashima-Han, Mashiyama Masakata (増山 正賢; 1754–1819), der u. a. das Go „Setsusai“ (雪斎) führte, das Go „Daisetsu“ (戴雪). Er tauschte mit Kikuchi Gozan (菊池 五山; 1769–1849) und anderen Gedichte aus.
Als Nächstes nahm Ōkuni Unterricht bei Murata Harukado (村田 春門, 1765–1836) und studierte die Lehre von Motoori Norinaga. 1818 ging er nach Nagasaki, um ausländische Bücher und japanische und chinesische Kalligraphie zu studieren. Nachdem von dort zurück war, befasste er sich mit der kaiserlichen Dynastie. Er wurde zuständig für die militärische Ōnando-Ausrüstung (大納戸武具, Ōnando bugu) des Klans, aber er wollte weiter studieren und verließ den Klan im Jahr 1830. Er änderte den Nachnamen von Imai zu Nonoguchi (野之口). Nach dem großen Brand 1834 zog er nach Kyōto.
Danach wurde Ōkuni Gastlehrer des Ono-Han (小野藩), des Himeji-Han (姫路藩) und des Fukuyama-Han (福山藩) und kehrte schließlich 1851 nach Tsuwano zurück. Er wurde Lehrer an der Klanschule Yōrōkan (養老館) und setzte sich dafür ein, dass Kokugaku als Hauptlehrfach anerkannt werden sollte. Danach wechselte er zwischen Edo, Kyōto und Tsuwano hin und her, und während er sich mit Tokugawa Nariaki von Mito traf, war er sich des Vordringens der westlichen Großmächte in Asien sehr bewusst. Er entwickelte seine eigene Theorie des „Sonno Jōi“ (尊皇攘夷) – „Ehre dem Kaiser – Vertreibung der Barbaren“, die er mit der Theorie der konfuzianischen Wissenschaft abgestimmte, und die sich auf die Stellung des Kaisers von Japan konzentrierte.
1862 fand Ōkuni die alten Ruinen von Ōkuninushi in der Provinz Iwami, baute den Schrein wieder auf und änderte seinen Namen in „Ōkuni“. 1867 schrieb er eine Kritik zu Grotius’ „Universal Public Law“ und verfasste eine Gegenschrift „Neue wahre Theorie des öffentlichen Rechts“ (新真公法論, Shin shinkōhō ron). Nach der Meiji-Restauration 1868 arbeitete er als Wegbereiter für die Regierung. Er starb 1871 in Tokio.
Ōkuni bestätigte auch die „Vier Großen Männer der Kokugaku“ (Kada no Azumamaro, Kamo no Mabuchi, Motoori Norinaga, Hirata Atsutane) der Kokugaku, aber man kann sagen, dass dies eher eine Art war, die Epigonen der Motoori- und Hirata-Fraktionen zu kritisieren. Er hat viele Bücher geschrieben, darunter „Hana kurabe no sa’ushi“ (鼻くらべのさうし) – „Vergleich der Nasen“, „Hongaku kyo kaname“ (本学挙要) – „Die Essenz unserer Lehre“ und „Gakusei benron“ (学統弁論) – „Akademische Rede“.